# シルフィア
『シルフィア』は、1993年10月22日にトンキンハウスから発売されたPCエンジン専用ソフトである。ジャンルは縦スクロールシューティングゲーム。
現在はレアソフトとなっており、高価格で販売されている。

## 概要
主人公シルフィアを操り、ステージのボスを倒し、クリアしていくシューティングゲーム。全8ステージ。PCエンジンのCD-ROMのゲームのなかで珍しくビジュアルシーンが少ない。

## 登場人物
シルフィア
- 声 - 村長さわ
本作の主人公。元々は人間だったが、モンスターに殺されてしまう。しかし、光の球に宿られ、妖精（シルフ）の姿を借り、蘇った。

## スタッフ
- プロデューサー：浦井郁郎
- スーパーバイザー：松村吉家
- ディレクター：永妻淳一
- コーディネーター：荒木隆雄
- プログラマー：野上真一
- CD/DAソング・ライティング・クルー(1st)：竹内啓史、嶋崎聡、田中勝己
- CD/DAソング・ライティング・クルー(2nd)：長尾英之助、松島剛史
- CD/DAソング・アレンジ・クルー：are made of this (Rhythm int'l)、田中勝己 (LMS Recordings)
- CD/DAレコーディング、マスタリング：HitfactoryJapan (LMS Recordings)
- CD/DAオール・ソングス・パブリッシュ：LMS Music inc.
- CD/DAプロデュース、ディレクト：LMS Recordings
- 効果音：長尾英之介
- グラフィック・デザイナー：子猫ネコ、佐藤典司、高島俊介、寺本耕二、掘田英雄、水元省二、Riu（島崎亜矢）
- ロゴ・デザイナー：YOKORIN
- パッケージ・デザイナー：深大真
- ゲーム・システム・アドバイザー：広野隆行
- スペシャル・サンクス：EMARIN、IWANE、KAWAI、MA-CHU、POCHI（中森朋俊）、WILD20G、KEROL（渡辺孝行）、末永勝治、なっとう

## 評価
ゲーム誌「ファミコン通信」の「クロスレビュー」では8・4・7・6の合計25点（満40点）、、「月刊PCエンジン」では85・75・85・75・80の平均80点（満100点）、「電撃PCエンジン」では60・65・60・55の平均60点（満100点）、「PC Engine FAN」の読者投票による「ゲーム通信簿」での評価は以下の通りとなっており、18.1点（満30点）となっている。
| 項目 | キャラクタ | 音楽 | お買得度 | 操作性 | 熱中度 | オリジナリティ | 総合 |
| 得点 | 3.4        | 3.6  | 3.0      | 3.4    | 2.5    | 2.3            | 18.1 |